# Papoea-Nieuw-Guinea op de Olympische Zomerspelen 1984
Papoea-Nieuw-Guinea nam deel aan de Olympische Zomerspelen 1984 in Los Angeles, Verenigde Staten. Het was de tweede deelname van het land en net zoals acht jaar eerder werden er geen medailles gewonnen.

## Deelnemers en resultaten

### Atletiek
| Olympiër           | Discipline      | Resultaat | Prestatie |
| ------------------ | --------------- | --------- | --- |
| Lapule Tamean      | 200m (m)        | 56e       | serie 8: 6de in 21,97 |
| Lapule Tamean      | 400m (m)        | 53e       | serie 7: 7de in 47,60 |
| Tau John Tokwepota | 5000m (m)       | 51e       | serie 2: 13de in 15.24,68 |
| Tau John Tokwepota | 10000m (m)      | 40e       | serie 2: 14de in 31.29,14 |
| Tau John Tokwepota | marathon (m)    | 66e       | 2:36.36 |
|                    |                 |           | |
| Barbara Ingiro     | 100m (v)        | 39e       | serie 1: 7de in 12,19 |
| Elanga Buala       | 200m (v)        | 25e       | serie 6: 5de in 24,82 kwartfinale 3: 7de in 24,87 |
| Elanga Buala       | 400m (v)        | 25e       | serie 2: 6de in 56,82 |
| Barbara Ingiro     | 100m horden (v) | 22e       | serie 1: 6de in 15,39 |
| Iammogapi Launa    | speerwerpen (v) | DNS       | niet gestart |
| Iammogapi Launa    | zevenkamp (v)   | 19e       | 100m horden: 23ste in 15,43 hoogspringen: 23ste met 1,53m kogelstoten: 18de met 11,85m 200m: 20ste in 26,26 verspringen: 21ste met 5,04m speerwerpen: 2de met 46,50m 800mm: 19de in 2.28,85 totaal: 5146 punten |

### Schietsport
| Olympiër      | Discipline             | Resultaat | Prestatie                       |
| ------------- | ---------------------- | --------- | ------------------------------- |
| Joseph Chan   | 50m geweer liggend (m) | 64e       | 573 punten: (97-97-94-96-93-96) |
|               |                        |           |                                 |
| Trevan Clough | trap                   | 66e       | 145 punten                      |

Algerije · Amerikaanse Maagdeneilanden · Andorra · Antigua en Barbuda · Argentinië · Australië · Bahama’s · Bahrein · Bangladesh · Barbados · België · Belize · Benin · Bermuda · Bhutan · Birma · Bolivia · Bondsrepubliek Duitsland · Botswana · Brazilië · Britse Maagdeneilanden · Canada · Centraal-Afrikaanse Republiek · Chili · China · Chinees Taipei · Colombia · Congo-Brazzaville · Costa Rica · Cyprus · Denemarken · Djibouti · Dominicaanse Republiek · Ecuador · Egypte · El Salvador · Equatoriaal-Guinea · Fiji · Filipijnen · Finland · Frankrijk · Gabon · Gambia · Ghana · Grenada · Griekenland · Groot-Brittannië · Guatemala · Guinee · Guyana · Haïti · Honduras · Hongkong · Ierland · IJsland · India · Indonesië · Irak · Israël · Italië · Ivoorkust · Jamaica · Japan · Joegoslavië · Jordanië · Kaaimaneilanden · Kameroen · Kenia · Koeweit · Lesotho · Libanon · Liberia · Liechtenstein · Luxemburg · Madagaskar · Malawi · Maleisië · Mali · Malta · Marokko · Mauritanië · Mauritius · Mexico · Monaco · Mozambique · Nederland · Nederlandse Antillen · Nepal · Nicaragua · Nieuw-Zeeland · Niger · Nigeria · Noord-Jemen · Noorwegen · Oeganda · Oman · Oostenrijk · Pakistan · Panama · Papoea-Nieuw-Guinea · Paraguay · Peru · Portugal · Puerto Rico · Qatar · Roemenië · Rwanda · Salomonseilanden · Samoa · San Marino · Saoedi-Arabië · Senegal · Seychellen · Sierra Leone · Singapore · Soedan · Somalië · Spanje · Sri Lanka · Suriname · Swaziland · Syrië · Tanzania · Thailand · Togo · Tonga · Trinidad en Tobago · Tsjaad · Tunesië · Turkije · Uruguay · Venezuela · Verenigde Arabische Emiraten · Verenigde Staten · Zaïre · Zambia · Zimbabwe · Zuid-Korea · Zweden · Zwitserland